# Malena Córdoba
Isacchi Malena Córdoba (* 22. November 2005) ist eine argentinische Leichtathletin, die sich auf den Speerwurf spezialisiert hat.

## Sportliche Laufbahn
Erste internationale Erfahrungen sammelte Malena Córdoba im Jahr 2024, als sie bei den U20-Südamerikameisterschaften in Lima mit einer Weite von 46,36 m die Silbermedaille gewann.
2024 wurde Córdoba argentinische Meisterin im Speerwurf.